# Iskinho da Souza
Iskinho (Belo Horizonte, Brasil, 24 de diciembre de 1994), futbolista brasileño. Juega de centrocampisca y su actual equipo es el FK Mlada Boleslav de la Gambrinus Liga de la República Checa.

## Clubes
| Club              | País            | Año       |
| ----------------- | --------------- | --------- |
| União Barbarense  | Brasil          | 2010-2013 |
| FK Mlada Boleslav | República Checa | 2013-     |